# Servius Cornelius Lentulus
Pour les articles homonymes, voir Cornelius Lentulus.
Servius Cornelius Lentulus est un homme politique romain du IVe siècle av. J.-C.
Membre de la branche des Lentuli, de la gens patricienne des Cornelii, il est le fils de Lucius Cornelius Lentulus (consul en 327 av. J.-C.).
En 303 av. J.-C., il est consul avec Lucius Genucius Aventinensis comme collègue.